# Ludwigslust-Parchim
Ludwigslust-Parchim (en alemany Landkreis Ludwigslust-Parchim) és un districte a l'estat federal alemany de Mecklemburg-Pomerània Occidental (Alemanya). El districte té com a capital la ciutat de Parchim.

## Història
El districte és el resultat de la fusió del districte de Parchim i de Ludwigslust el 4 de setembre de 2011, després d'una decisió de l'estat de Mecklemburg-Pomerània Occidental de reorganitzar les subdivisions administratives per a adaptar-se als canvis demogràfics.

## Municipis
Ciutats sense districte
- Boizenburg d'Elba
- Hagenow
- Lübtheen
- Ludwigslust
- Parchim

Amts
| - Amt Banzkow 1. Banzkow seu 2. Plate 3. Sukow - Amt Boizenburg-Land Seu: Boizenburg d'Elba 1. Bengerstorf 2. Besitz 3. Brahlstorf 4. Dersenow 5. Gresse 6. Greven 7. Neu Gülze 8. Nostorf 9. Schwanheide 10. Teldau 11. Tessin de Boizenburg - Amt Crivitz 1. Barnin 2. Bülow 3. Crivitz, Ciutat seu 4. Demen 5. Friedrichsruhe 6. Tramm 7. Zapel - Amt Dömitz-Malliß 1. Dömitz, Ciutat seu 2. Grebs-Niendorf 3. Karenz 4. Malk Göhren 5. Malliß 6. Neu Kaliß 7. Vielank - Amt Eldenburg Lübz 1. Gallin-Kuppentin 2. Gischow 3. Granzin 4. Karbow-Vietlübbe 5. Kreien 6. Kritzow 7. Lübz, Ciutat seu- 8. Lutheran 9. Marnitz 10. Passow 11. Siggelkow 12. Suckow 13. Tessenow 14. Wahlstorf 15. Werder - Amt Goldberg-Mildenitz 1. Dobbertin 2. Goldberg, ciutat seu 3. Mestlin 4. Neu Poserin 5. Techentin | - Amt Grabow 1. Balow 2. Brunow 3. Dambeck 4. Eldena 5. Gorlosen 6. Grabow, ciutat seu 7. Karstädt 8. Kremmin 9. Milow 10. Möllenbeck 11. Muchow 12. Prislich 13. Steesow 14. Zierzow - Amt Hagenow-Land [seu: Hagenow] 1. Alt Zachun 2. Bandenitz 3. Belsch 4. Bobzin 5. Bresegard bei Picher 6. Gammelin 7. Groß Krams 8. Hoort 9. Hülseburg 10. Kirch Jesar 11. Kuhstorf 12. Moraas 13. Pätow-Steegen 14. Picher 15. Pritzier 16. Redefin 17. Setzin 18. Strohkirchen 19. Toddin 20. Warlitz - Amt Ludwigslust-Land seu: Ludwigslust 1. Alt Krenzlin 2. Bresegard bei Eldena 3. Göhlen 4. Gross Laasch 5. Leussow 6. Lübesse 7. Lüblow 8. Rastow 9. Sülstorf 10. Uelitz 11. Warlow 12. Wöbbelin - Amt Neustadt-Glewe 1. Blievenstorf 2. Brenz 3. Neustadt-Glewe, ciutat seu - Amt Ostufer Schweriner See 1. Cambs 2. Dobin am See 3. Gneven 4. Langen Brütz 5. Leezen 6. Pinnow 7. Raben Steinfeld | - Amt Parchimer Umland seu Parchim 1. Damm 2. Domsühl 3. Groß Godems 4. Karrenzin 5. Lewitzrand 6. Obere Warnow 7. Rom 8. Severin 9. Spornitz 10. Stolpe 11. Ziegendorf 12. Zölkow - Amt Plau am See 1. Barkhagen 2. Buchberg 3. Ganzlin 4. Plau am See, ciutat seu 5. Wendisch Priborn - Amt Sternberger Seenlandschaft 1. Blankenberg 2. Borkow 3. Brüel, ciutat 4. Dabel 5. Hohen Pritz 6. Kobrow 7. Kuhlen-Wendorf 8. Langen Jarchow 9. Mustin 10. Sternberg, ciutat seu 11. Weitendorf 12. Witzin 13. Zahrensdorf - Amt Stralendorf 1. Dümmer 2. Holthusen 3. Klein Rogahn 4. Pampow 5. Schossin 6. Stralendorf seu) 7. Warsow 8. Wittenförden 9. Zülow - Amt Wittenburg 1. Körchow 2. Lehsen 3. Wittenburg, ciutat seu 4. Wittendörp - Amt Zarrentin 1. Gallin 2. Kogel 3. Lüttow-Valluhn 4. Vellahn) 5. Zarrentin am Schaalsee, ciutat seu |